# علجوم خشن (جنس)
العلجوم الخشن (الاسم العلمي: Sclerophrys)، جنس من العلاجيم الحقيقية، مواطنها الأصلية في إفريقيا وجنوب شبه الجزيرة العربية.